# Michal Vondrka
Michal Vondrka (České Budějovice, 17 maggio 1982) è un hockeista su ghiaccio ceco.

## Palmarès

### Mondiali
- 1 medaglia:
  - 1 bronzo (Finlandia/Svezia 2012)